# Тендеры в Казахстане
Тендеры и государственные закупки в Республике Казахстан — контрактная система в сфере закупок товаров, работ, услуг для обеспечения государственных и муниципальных нужд.
Тендер в Казахстане — англоязычный термин от англ. tender  (в переводе с англ. — «предложение»), который обозначает процедуру отбора предложений на конкурентной основе на поставку товаров, оказание услуг или выполнение работ по заранее объявленным условиям на веб-порталах торговых площадок, в оговорённые сроки. Конкурс с предложениями от поставщиков проходит на основах принципа состязательности, справедливости и прозрачности. Договор на тендер заключается с победителем тендера, то есть с участником конкурса, предложение которого было наиболее соответствующее с требованиями Заказчика и с наилучшими условиями исполнения договора.
Государственные закупки в Казахстане, это способ приобрести товар, работы и услуги посредством удовлетворения нужд государства. Есть разница между государственными закупками и тендерами в том, что тендера могут проводиться частными лицами.
Сфера государственных закупок реализовывается за счет средств налогоплательщиков, которые целенаправленно отбираются из бюджетных и внебюджетных фондов. Это одна из основных причин закупочной деятельности субъектов гражданского права, которая называется — «принципом источника средств».
Государственные закупки регулируются и проходят согласно специально разработанным законам, требованиями и процедурами участия, формируются согласно государственным нуждам.
Государственные закупки и тендера делятся на открытые и закрытые. К закрытым тендерам и государственным закупкам относятся коммерческие тендеры либо государственные, проводимые среди определенного круга лиц.
По структуре государственные закупки могут быть в виде:
- Запроса ценовых предложений.

Потенциальный поставщик, предъявивший наименьшую цену за поставку товара, оказания услуг и выполнения работ может выиграть государственную закупку способом запроса ценовых предложений. 
- Аукциона.

Аукцион проводится в два этапа, пройдя первый потенциальные поставщики получают доступ к участию, пройдя проверку на соответствие требования конкурсной аукционной документации. Составляется список участников аукциона. На втором этапе, формируется сам аукцион, где участники предлагают свою цену на электронных торговых площадках.
- Конкурса.

В конкурсах также два этапа, где денежный оборот больше чем в остальных видах государственных закупках.
- Из одного источника.

В закупках из одного источника, проведение конкурса проходит в два вида. Первый вид, закупки из одного источника осуществляемые по результатам несостоявшихся закупок, проведенных другими способами (конкурс, аукцион, запрос ценовых предложений). Ко второму виду относятся закупки из одного источника, проводимые путем прямого заключения договора о государственных закупках.
- Через товарные биржи.

В закупках через товарные биржи, если в процессе государственных закупок приобретаются товары, включенные в перечень биржевых товаров, подлежащих реализации только через открытые товарные биржи, то государственные закупки производятся на товарных биржах в соответствии с законодательством Республики Казахстан о товарных биржах.
В государственных закупках Казахстана, могут принимать участие также представители из других стран, то есть нерезиденты РК. Для этого, проявившему интерес физическому или юридическому лицу необходимо получить БИН (бизнес-идентификационный номер) или ИИН (индивидуальный идентификационный номер), для получения электронной цифровой подписи.
Фигурирующими лицами (субъектами рынка) в тендерах являются организатор, заказчик и потенциальный поставщик. К каждому из них есть свои критерии и требования:
- Заказчиками могут быть государственные органы, учреждения и предприятия. Также, юридические лица, 50 % акций которых, принадлежат государству и аффилированные с ними юридические лица. Национальные холдинги, компании и аффилированные с ними юридические лица являются исключением.
- Организаторами могут быть юридические лица или структурные подразделения от имени юридического лица, которые организуют конкурс государственных закупок.
- Поставщиками могут быть, как и юридические, так и физические лица.[4]

## Казахстанское законодательство
Законодательство Республики Казахстан о государственных закупках основывается на Конституции Республики Казахстан и состоит из норм Гражданского кодекса Республики Казахстан, настоящего Закона и иных нормативных правовых актов Республики Казахстан.
Комитет по государственным закупкам Министерства финансов Республики Казахстан является ведомством Министерства финансов Республики Казахстан, осуществляющим в пределах компетенции центрального исполнительного органа реализационные функции в сфере организации и проведения единых государственных закупок по бюджетным программам и товарам, работам, услугам, определяемым уполномоченным органом.
Закон Республики Казахстан «О государственных закупках» с изменениями и дополнениями по состоянию на 01.01 2020 года, регулирует процессы государственных закупок в Казахстане. Также, закон в императивной мере вводит требование о публикации информации о проводимых государственных закупках на веб-портал.
Размещаются объявления на тех национальных площадках, на которых планируется проведение государственной закупки с последующим обязательством опубликования итого конкурса.
В соответствии с правилами «О государственных закупках» планируются и проводятся тендеры и государственные закупки в Казахстане.
Коммерческие и закрытые тендеры могут не публиковаться на веб-портале государственных закупок.
Вся информация о тендерах и государственных закупках размещается на электронных торговых площадках, государственных и частных. Для того чтобы искать лоты по подходящей сфере деятельности, необходимо пройти регистрацию на торговых площадках и открыть свой кабинет, где будут отображаться все ваши действия, в том числе заключенные контракты.
Уполномоченный орган осуществляет формирование и ведение следующих республиканских реестров в сфере государственных закупок:
- Заказчиков;
- Договоров о государственных закупках;
- Недобросовестных участников государственных закупок;
- Жалоб.

## Казахстанские электронные торговые площадки
- Портал государственных закупок[7]
- Портал национальных компаний АО «Самрук-Казына»[8]
- Портал недропользователей[9]